# Aponia (bướm đêm)
Aponia là một chi bướm đêm thuộc họ Crambidae.

## Species
- Aponia aponianalis (Druce, 1899)
- Aponia insularis Munroe, 1964
- Aponia itzalis Munroe, 1964
- Aponia major Munroe, 1964
- Aponia minnithalis (Druce, 1895)